# Kinese
Kinese (altgriechisch κίνησις kínēsis, deutsch ‚Bewegung‘) ist ein Fachausdruck aus dem Gebiet der Verhaltensbiologie. Er beschreibt Änderungen in der Art der Fortbewegung von Tieren und anderen frei beweglichen Lebewesen, die auf einer Änderung der Stärke eines Reizes beruhen, die aber nicht am Reiz ausgerichtet sind. Die Richtung der einzelnen Bewegungen unterliegt also dem Zufall. Dies unterscheidet die Kinese von der Taxis, einer gezielt auf den Reiz oder von ihm weg gerichtete Orientierungsreaktion von Lebewesen.
In Grzimeks Tierleben wird als Beispiel das Verhalten von Strudelwürmern beschrieben, deren bevorzugter Lebensraum möglichst dunkel ist. Aversiver Reiz ist bei ihnen das Licht. Geraten sie in eine für sie unangenehm helle Umgebung, bewegen sie sich nicht gezielt in Richtung eines zumindest leicht dunkleren Ortes. Vielmehr bewegen sie sich mal dahin, mal dorthin, machen aber umso weniger Wendungen und kriechen folglich umso längere Strecken geradeaus, je dunkler und folglich für sie zuträglicher es wird.
Ein passendes Beispiel sind ferner die Asseln, die feuchte Aufenthaltsplätze bevorzugen. Bei zu geringer Feuchte laufen sie rasch und ziellos umher, bis sie zufällig in einen ihnen zusagenden Feuchtbereich gelangen. Die Bewegungsgeschwindigkeit der Tiere nimmt umso stärker ab, je angenehmer die Umgebung für sie ist (Orthokinese). Beeinflusst der durch einen Reiz entstehende Gradient insbesondere die Wendungen der Bewegung, wird dies als Klinokinese bezeichnet.

## Belege
1. ↑  Martin Lindauer: Orientierung der Tiere in Raum und Zeit. In: Klaus Immelmann (Hrsg.): Grzimeks Tierleben. Sonderband Verhaltensforschung. Kindler-Verlag, Zürich 1974, S. 164.
2. ↑  Matthias Schaefer: Wörterbuch der Ökologie. 5. Auflage. Spektrum Akademischer Verlag, Heidelberg 2012, S. 209, ISBN 978-3-8274-2561-4.